# Mahiljow
Mahiljow (hviderussisk: Магілёў, tr. Mahiljow; russisk: Могилёв, tr. Mogiljov) er en by i det østlige Hviderusland, med 374.644(2015) indbyggere er Mahiljow den tredje største by i Hviderusland, efter Minsk og Homel, og hovedstad i Mahiljow voblast.
Mahiljow ligger ved bredden af Dnepr, 645 km fra kilden. I Mahijow er floden 100 m bred og sejlbar i 230 dage af året. Dnepr deler byen i to dele. Mahijow ligger i et netværk af jernbaner og motorveje, der forbinder byen med de største industrielle og kulturelle centre i Hviderusland, Rusland og Ukraine. Mahiljow ligger 200 km øst for den hviderussiske hovedstad Minsk, og omkring 76 km fra grænsen til den russiske Smolensk oblast og 105 km fra grænsen til Brjansk oblast.

## Historie
Mahiljow nævnes første gang i historiske kilder i 1267. Fra 1300-tallet var byen en del af storfyrstendømmet Litauen og efter lublinunionen i 1569, en del af Den polsk-litauiske realunion, hvor den var kendt som "Mohylew" eller "Mogilew". I 1500 og 1600-tallet blomstrede byen som et af de vigtigste knudepunkter på de øst-vestlige og nord-sydlige handelsruter.
I 1577 tildelte den polske konge Stefan Batory byen Magdeburgrettigheder. I 1654 forhandlede byens borgere en traktat om fredelig overgivelse til russerne, hvis jøderne var at blev udvist, og deres ejendom delt op blandt Mahiljows indbyggere. Zar Aleksej Mikhajlovitj var enig. Men i stedet for at fordrive jøderne, massakrerede de russiske tropper jøderne, efter at havde ført dem til udkanten af byen. Efter den første deling af den polsk-litauiske realunion i 1772 blev Mahiljow en del af det Russiske Kejserrige og blev administrativt center i Mogiljovs guvernement.
I årene 1915-1917, under første verdenskrig, befandt Stavka, hovedkvarteret for den kejserlige russiske hær, sig i byen og zaren, Nikolaj II, tilbragte lange perioder i hovedkvarteret som øverstkommanderende.
Efter den russiske revolution, i 1918, blev byen kortvarigt besat af Tyskland og en del af deres kortlivede belarussiske Folkerepublik. I 1919, efter tyskernes tilbagetrækning, blev en del af Hviderussiske SSR. Op til Anden Verdenskrig og Holocaust havde Mahiljow en betydelig jødisk befolkning: Ifølge den sovjetiske folketælling i 1939 udgjorde jøderne 19.715, 19,83 % af den samlede befolkning.
Under Operation Barbarossa blev byen erobret af Wehrmachtstyrker den 26. juli 1941 og forblev under tysk besættelse til den 28. juni 1944. Mogilev blev den officielle residens for Höherer SS- und Polizeiführer Erich von dem Bach. I denne periode blev jøderne i Mahiljow indespærret i Mahiljow ghetto og systematisk myrdet af Ordnungspolizei og SSpersonale. Heinrich Himmler bevidnede personligt henrettelsen af 279 jøder den 23. oktober 1941. Senere samme måned blev et antal mentalt handicappede patienter forgiftet med biludstødning som et eksperiment; metoden til drab blev derefter anvendt i flere af nazisternes udryddelseslejre. Oprindelige planer for etablering af en udryddelseslejr i Mahiljow blev opgivet til fordel for Maly Trostenets.
I 1944 blev den helt ødelagte by befriet af Den Røde Hær. Ved befrielsen af byen havde Mahiljow mindre end 10 tusinde indbyggere. Af 6653 bygninger overlevede 3220. En bilfabrik, et garveri, et bryggeri, en konfektyrefrabik og en tekstilfabrik, en banegård og mange andre virksomheder lå i ruiner. Udstyr på det pædagogisk institut og genstande på egnsmuseet var fragtet til Tyskland ligesom de regionale biblioteker og de centralasiatiske historiske arkiver for Hviderussiske SSR var brændt. De materiel skader forvoldt under Nazi-Tysklands besættelse af Mahiljow beløb sig til 488 millioner rubler(1941 priser).
Efter befrielsen af Mahiljow blev der oprettet en krigsfangelejr for tyske soldater i byen.

## Økonomi
Efter Anden Verdenskrig blev et et stort metallurgisk center med flere store stålværker bygget. Samtidigt blev flere flere store fabrikker til produktion af kraner, biler, traktorer og en kemisk fabrik etableret. I 1950'erne var garverier byens vigtigste industri, og byen var et stort handelscenter for korn, læder, salt, sukker, fisk og tømmer. Siden opløsningen er Sovjetunionen og oprettelsen af Hviderusland i 1991 har Mahiljow været et af landets vigtigste økonomiske og industrielle centre. Den industrielle sektor i Mahiljow domineres kemisk- og petrokemiskeindustri (29,1 %), teknik og metalbearbejdning (35,2 %), fødevareproduktion (18,8 %), let industri (11,0 %). Virksomheden "Mogilevkhimvolokno" er Europas største producent af polyesterfibre.

## Transport
Byen offentlige transport varetages af busser, trolleybusser med 50 busruter, 9 trolleybuslinjer samt transport med vandbusser på Dnepr. Byens hovedbanegård, Mogilev 1, har blandt andet forbindelse til Brest, Homel, Hrodna, Kyiv, Lviv, Minsk, Moskva, Polotsk, St. Petersburg, Vitebsk og Volgograd. Byen har en større flodhavn på Dnepr-floden og betjenes af lufthavnen Mogilev Airport, der ligger 20 km fra centrum, og har rutefly til Moskva, Minsk og Kaliningrad.